# Simiane-Collongue
 Simiane-Collongue  es una comuna y población de Francia, en la región de Provenza-Alpes-Costa Azul, departamento de Bocas del Ródano, en el distrito de Aix-en-Provence y cantón de Gardanne.
Su población en el censo de 1999 era de 5.272 habitantes. Forma parte de la aglomeración urbana de Marsella-Aix-en-Provence.
Está integrada en la Communauté d’agglomération du Pays d’Aix-en-Provence .

## Demografía
| 1 123 | 1 406 | 1 926 | 3 030 | 4 304 | 5 272 |
| Para los censos de 1962 a 1999 la población legal corresponde a la población sin duplicidades (Fuente: INSEE [Consultar]) |       |       |       |       |       |

- Datos: Q640934
- Multimedia: Simiane-Collongue / Q640934

1. ↑  Worldpostalcodes.org, código postal n.º 13109.
2. ↑  INSEE, Datos de población para el año 2012 de Simiane-Collongue (en francés).